# سمفونی هفتم (آلبوم)
سمفونی هفتم (به انگلیسی: 7th Symphony) نام ۷اُمین آلبوم استودیویی گروه فنلاندی آپوکالیپتیکا است. این آلبوم در ۲۰ آگوست ۲۰۱۰ در آلمان، سوئیس و اتریش منتشر شد، در ۲۳ آگوست در بقیهٔ کشورها و در ۲۴ آگوست در آمریکا و کانادا روانهٔ بازار شد. در سمفونی هفتم که ۳ سال پس از آلبوم پیشین گروه با نام Worlds Collide منتشر شد، ۴ قطعه با همراهی خوانندگان مختلف اجرا شده‌اند و بقیهٔ قطعه‌ها طبق روال آثار پیشین گروه، بدون کلام هستند. دیو لومباردو درامر اسلیر به‌عنوان نوازندهٔ مهمان، درامز قطعهٔ چهارم آلبوم به‌نام «۲۰۱۰» را نواخته‌است که وب‌گاه آل‌میوزیک از آن به‌عنوان بهترین قطعهٔ سمفونی هفتم یادکرده‌است.

## فهرست ترانه‌ها
| شماره | نام آهنگ                      | معنی نام | مدت  |
| ----- | ----------------------------- | -------- | ---- |
| ۱     | At the Gates of Manala        |          | ۷:۳۰ |
| ۲     | End of Me                     |          | ۳:۲۹ |
| ۳     | Not Strong Enough             |          | ۳:۳۶ |
| ۴     | 2010                          |          | ۴:۳۲ |
| ۶     | Beautiful                     |          | ۲:۱۹ |
| ۷     | Broken Pieces                 |          | ۳:۵۵ |
| ۸     | On the Rooftop with Quasimodo |          | ۵:۰۰ |
| ۹     | Bring Them to Light           |          | ۴:۴۲ |
| ۱۰    | Sacra                         |          | ۴:۲۲ |
| ۱۱    | Rage of Poseidon              |          | ۸:۴۹ |

ترانه‌های اضافی (نسخهٔ دیلاکس)
| شماره | نام آهنگ                     | معنی نام | مدت  |
| ----- | ---------------------------- | -------- | ---- |
| ۵     | Through Paris in a Sportscar |          | ۳:۵۲ |
| ۱۲    | The Shadow of Venus          |          | ۶:۰۵ |